# Daniel J. Amit

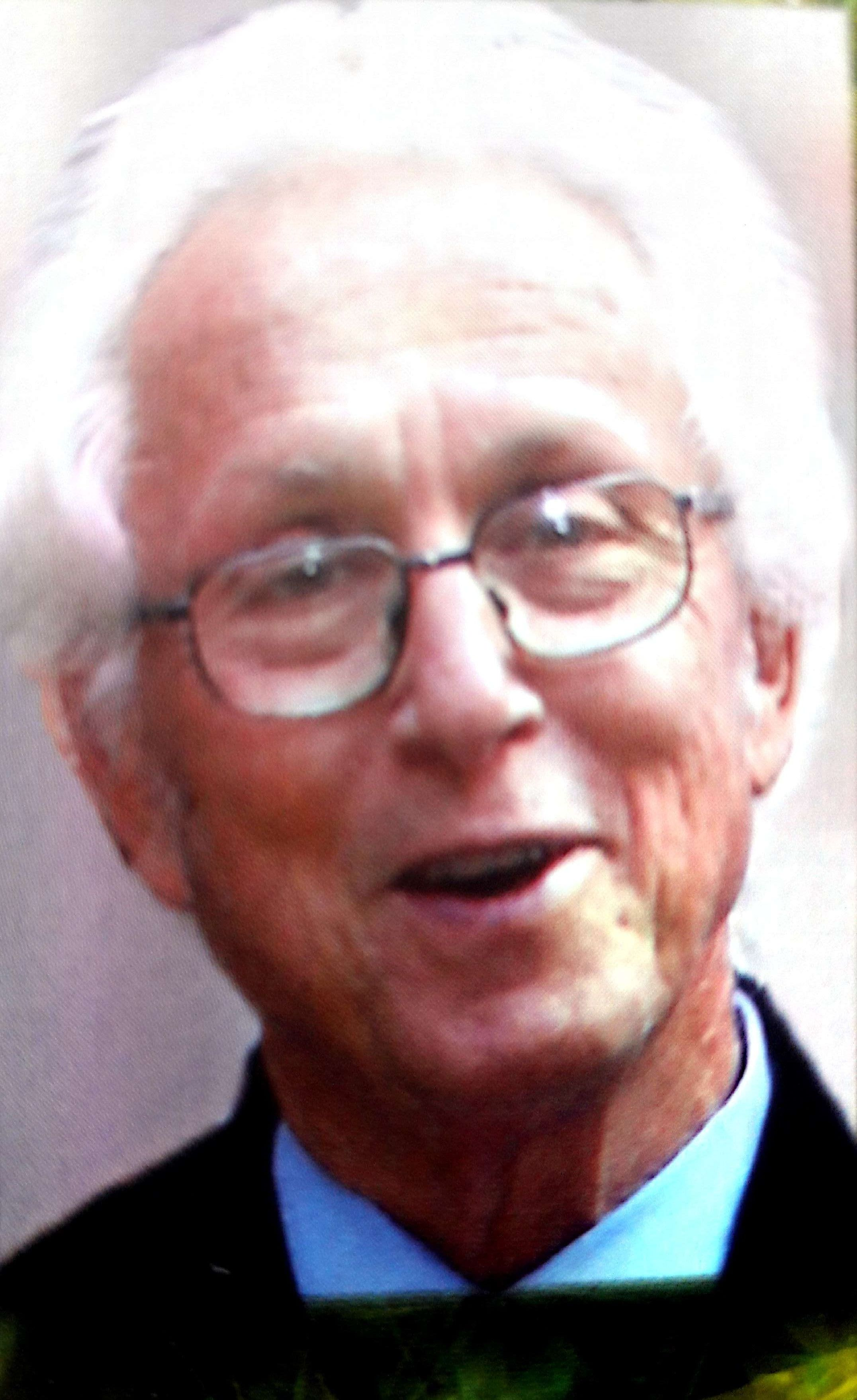
Daniel Amit

Daniel J. Amit (hebräisch דניאל עמית, * 5. Mai 1938 in Lodz; † 4. November 2007 in Jerusalem) war ein israelischer Physiker.
Amit kam aus einer wohlhabenden jüdischen Familie in Lodz und floh mit seinen Eltern 1940 nach der deutschen Besetzung über Italien nach Palästina (Tel Aviv). Er studierte Physik an der Hebräischen Universität mit dem Bachelor-Abschluss 1961 und am Weizmann-Institut mit dem Master-Abschluss. Danach diente er zwei Jahre in der israelischen Armee in der damals neu geschaffenen Informatik-Abteilung.  Er veröffentlichte damals unter anderem über theoretische Kernphysik. 1963 wurde er an der Brandeis University bei Eugene Gross promoviert (On the Bose liquid). Damals befasste er sich mit Quantenflüssigkeiten wie flüssigem Helium und auch in den 1970er Jahren vor allem mit statistischer Mechanik (unter anderem Potts-Modell und Phasenübergänge darin, zweidimensionales Coulombgas, Renormierungsgruppe von Kenneth Wilson, selbstmeidende Irrfahrt, verallgemeinerte Heisenberg-Modelle) und seit Anfang der 1980er Jahre mit neuronalen Netzwerken (bekannte Arbeiten zum Hopfield-Modell mit Hanoch Gutfreund, Haim Sompolinsky ab 1985) und ihren Zusammenhang mit statistischer Mechanik. Er war Professor am Racah-Institut der Hebräischen Universität in Jerusalem.  Außerdem war er Professor an der Universität Rom La Sapienza. 2007 beging er in seiner Wohnung in Jerusalem Suizid.
1982/83 war er am Institute for Advanced Study. 
Sein Lehrbuch Field Theory, the renormalization group and critical phenomena war das erste Lehrbuch, das die Renormierungsgruppe als Bindeglied von statistischer Mechanik und Quantenfeldtheorie thematisierte und spielte eine bedeutende Rolle in der Entwicklung dieses sehr aktiven Forschungsgebiets.
Er war politisch aktiv in der Aussöhnung mit den Palästinensern und lange Zeit Vorsitzender des Solidaritätskomitees mit der Bir Zeit Universität in der Westbank. Unter dem Eindruck der Vietnamkriegs-Demonstrationen gründete er bei seiner Rückkehr aus den USA nach Israel 1967 mit anderen die New Israeli Left (SIAH). Bei einem Sabbatjahr 1975 in Paris knüpfte er Kontakte zu PLO-Führern. Er war auch an der Gründung der Israeli Civil Rights Association beteiligt und an der Gründung des Verlags Mifras, der palästinensische Autoren in Hebräisch veröffentlichte. Später war er tief enttäuscht von der politischen Entwicklung, zum Beispiel dem Einmarsch der USA in den Irak (aus diesem Grund lehnte er es damals ab, weiter für Physical Review Letters Peer Review zu machen).

## Schriften
- Nicolas Brunel, Paolo del Giudice, Giorgio Parisi, Stefano Fusi, Misha Tsodyks (Hrsg.): Selected Papers of Daniel J. Amit, World Scientific 2013 (mit Biographie von Yali Amit, die ausgewählten Publikationen betreffen Neuronale Netzwerke)
- Modeling brain function. The world of attractor neural networks, Cambridge University Press 1989
- mit Yosef Verbin: Statistical physics. An introductory course, World Scientific 1999
- mit Victor-Martin Mayor: Field Theory, the Renormalization Group, and Critical Phenomena, World Scientific, 3. Auflage 2005 (zuerst als alleiniger Autor 1984)
- mit E. P. Gross: Theory of a low-density bose liquid,  Annals of Physics, Band 42, 1967, S. 296–314.
- The Hebbian paradigm reintegrated -local reverbretations as internal representations, Behavioral and Brain Sciences, Band 18, 1995, S. 617–626